# 气声
气声（英语：breathy voice、murmured voice、whispery voice、soughing、susurration）是一种发声态，声带如普通的浊音那样振动，但令更多空气通过，产生叹息一样的声。气声标记是[ɦ]（实际上并不是擦音，而是IPA表支持的记号），它有时作为英语/h/元音间的同位异音出现。
在印度-伊朗语族语言研究，如梵语和印地语和印欧语系比较研究中，气声也常被称为“浊送气音”，如印地语和梵语转写的bh、dh、ḍh、jh和gh，以及构拟的原始印欧语音素gʷʰ。因为气声与送气是两种不同的发声态。不过，气声和送气塞音声学上很像，它们的声带完全振动开始时间都有一个延迟。历时演化中，如希腊语和部分汉语方言中，气声辅音演化为送气塞音。

## 分类与术语
低语调音的机制有些争议。IPA及彼得·赖福吉为首的部分学者将低语和气声视作相同，因为这时声带紧张度比常态浊声低，伴随着气流量增加，使声门更缓慢地振动。在这个模型下，低语是声门缝在常态浊声和气声（清音）构成的连续体之间的一点。
其他学者，如Laver、Catford、Trask和音质符号（VoQS）表的作者将低语和耳语混为一谈，后者至少像常态浊声那样声带前端振动，但杓状软骨维持分开状，使大股湍流从中经过。在这个模型下，低语是一种复合调音，即常态浊声加耳语。
低语的实现可能在各个语言甚至各个个体之间都是不同的。IPA用的术语是“气声”，VoQS用的却是“耳语声”。他们也都接受“低语”，这个术语首先由赖福吉提出。

## 转写
带气声的塞音或鼻音在国际音标中写作[bʱ], [dʱ], [ɡʱ], [mʱ]等，或写作[b̤], [d̤], [ɡ̈], [m̤]等。气声元音一般写作[a̤], [e̤],等。国际音标编委会成员们在1976年6月或更早时添加了表气声的下标曲音符号。:2-3
在音质符号中，记号{V̤用于表示耳语声或低语，用于气声的是{Vʰ。以Laver为首的部分学者认为古吉拉特语/bɦaɾ/正确分析的等效转写是⟨ḅạɾ⟩（而不是IPA的⟨b̤a̤ɾ⟩），但它可能和模式浊声的发声片段与低语的调音混淆，前者传统上以变音符号◌̣转写。:354

## 发音方法
一种产生气声的方法是维持声带分离，像[h]那样鬆，並增加气流量以鬆振动。第二种方法是将声带调得比清音的[h]更靠近彼此，但并不像元音等常态浊声那么近。这使得气流介于[h]和元音间，这是英语元音间/h/的情况。第三种是收缩声门，但将控制末端的杓状软骨分开。这使得声带在后面被带到一起发声，并在前面分离以使大量空气经过。这是印地语的情况。
白苗语中同时出现后两者，声带稍稍分离（气声）、声带与杓状软骨一起打开（耳语声）。

## 语音特性
许多印度-伊朗语族语言，如印地语，有塞音和塞擦音发声态的4重对立（浊音、气声、不送气、送气）和鼻音的双重对立（浊音、气声）。南班图语族恩古尼语支菩提语、科萨语、祖鲁语、南恩德贝莱语和斯威士语等语言也有气声的对立。在科萨语中，有可与印度语言相比的4向对立，它们是搭嘴音，鼻搭嘴音也有类似的双向对立，塞音和塞擦音则是3向对立（气声、送气和挤喉音），以及擦音双向对立（清音、气声）和鼻音（浊音、气声）。
部分班图语中，历史气塞音发生清化，:255–274但4向对立仍被保留。东南班图语支所有5种语言中，气声塞音（甚至包括实现为清送气音的）都有体现在同音节后继元音上的低调或降调。因此，这样的塞音在本地语言学研究中也常被称为“抑（depressor）塞音”。
斯威士语乃至菩提语证明气声可被用作一种独立的辅音音值的形态特征。例如，两种语言中，形成形态句法学系词的标准形态机制是将名词前缀音节变成气声。
葡萄牙语中，在重音音节后的元音可被读作气声。:20
古吉拉特语的特殊之处在于气声元音和辅音的同时对立：  /baɾ/“十二”、  /ba̤ɾ/“外面”、  /bʱaɾ/“负担”。
东南孔语展现下列罕见对立：/nǂʱao/“降落”；/nǂʱao̤/“走”；/nǂʱaˤo/“草本植物”；/n|ʱoaᵑ/“贪婪者”；/n|oaʱᵑ/“猫”。
旁遮普语气声塞音在不同位置演化为清或浊塞音，取代这一对立的是高低调系统。
气声还可作为一些西班牙语方言口语中去口音化了的韵尾/s/，如 [ˈt̪o̞ðo̞ʱ lo̞ ˈθiʱne̞ʱ ˈsõ̞m ˈblãŋko̞ʱ]（所有天鵝都是白色的）。